# عبد الله عبد الرحمن يتيم
عبد الله عبد الرحمن يتيم (ولد عام 1953م في المحرق في مملكة البحرين) أكاديمي بحريني متخصص في علم الأنثروبولوجيا، أنجز أعمالاً حقلية أنثروبولوجية في دولة الإمارات العربية المتحدة (1987- 1988م)، وأخرى في مملكة البحرين في فترات متفرقة بين عامي (2001- 2013م). صدر له العديد من المؤلفات في ميدان الأنثروبولوجيا من بينها كتاب «البحرين، المجتمع والثقافية: دراسات أنثروبولوجية»،وكتاب «المنامة المدينة العربية: دراسة نقدية أنثروبولوجية»، وكتاب «الاقتصاد والمجتمع في بادية الإمارات: دراسة أنثروبولوجية»  و«كتاب الخليج العربي: دراسات أنثروبولوجية». منحهُ ملك مملكة البحرين وسام الشيخ عيسى بن سلمان آل خليفة عام 2000م.

## النشأة
نشأ في «فريجين» أي حيين من أحياء المحرق هما: فريج «البوخميس» وفريج «بن خاطر»، وعاش في ظل والد عصامي منفتح على مختلف أطياف المجتمع البحريني، ومؤمن بالعلم ترك الحرية لأولاده ليختاروا مسارهم في الحياة، ودفع أبنائه للعمل صيفاً من أجل صقل شخصياتهم واكتساب المهارات العملية.

## التعليم
- حصل على دكتوراه الفلسفة في الأنثروبولوجيا من جامعة إدنبرة عام 1991م.
- حصل على شهادة ليسانس في الآداب من جامعة الكويت عام 1976م.[4]

## العمل
- يعمل منذ عام 2021م زميل وباحث أول في مركز البحرين للدراسات الاستراتيجية والدولية والطاقة (دراسات).[5]

- محاضر لعلم الأنثروبولوجيا والتاريخ في جامعة البحرين (2011- 2022).
- عمل كيلاً مساعداً للمطبوعات والنشر في وزارة الإعلام البحرينية (2002- 2010م).
- عمل أستاذاً غير متفرغ للأنثروبولوجيا في عدد من الجامعات في البحرين.
- باحث أكاديمي بمركز الدراسات التاريخية بجامعة البحرين(2011-2021م).
- عمل وكيلاً مساعداً للثقافة والتراث والوطني، وأميناً عاماً للمجلس الوطني للثقافة والفنون والآداب، ورئيساً لتحرير مجلة «البحرين الثقافية» بوزارة الإعلام (1996- 2002م).
- عمل أستاذاً مساعداً للأنثروبولوجيا في جامعة البحرين، وعين بمرسوم أميري عضوًا في مجلس جامعة البحرين وعميدًا لشؤون الطلبة (1991- 1996م).[6]
- بعد تخرجه من جامعة الكويت عمل باحثاً اجتماعياً أول في الطب النفسي، ومحاضراً في معهد العلوم الصحية في دولة الإمارات (1976 - 1984م).[3]
- زميل في عدد من الجمعيات العلمية منها: الجمعية الملكية البريطانية للأنثروبولوجيا، الجمعية الملكية الآسيوية، الجمعية البريطانية لدراسات الشرق الأوسط، الجمعية الأمريكية لدراسات الشرق الأوسط.[2]

## الإصدارات
| الكتاب                                                  | التاريخ | المصدر        |
| ------------------------------------------------------- | ------- | ------------- |
| كلود ليفي ستروس: قراءة في الفكر الانثروبولوجي المعاصر   | 1998    | [ 7 ]         |
| دفاتر أنثروبولوجية: سير وحوارات                         | 2004    | [ 8 ]         |
| المنامة المدينة العربية: دراسة نقدية أنثروبولوجية       | 2015    | [ 9 ]         |
| البحرين، المجتمع والثقافية: دراسات أنثروبولوجية         | 2016    | [ 10 ]        |
| الخليج العربي الثقافة والمجتمع: دراسات أنثروبولوجية     | 2016    | [ 11 ]        |
| الاقتصاد والمجتمع في بادية الإمارات: دراسة أنثروبولوجية | 2018    | [ 12 ]        |
| الخليج العربي: دراسات أنثروبولوجية                      | 2019    |               |
| الأنثروبولوجيا الفرنسية: تاريخ المدرسة وآفاقها          | 2019    | [ 13 ]        |
| نُظم حيازة الأرض في بادية الإمارات: دراسة أنثروبولوجية   | 2021    | [ 14 ] [ 15 ] |

## التكريم
منحهُ ملك مملكة البحرين وسام الشيخ عيسى بن سلمان آل خليفة عام 2000م.